# Papirovka
Papirovka es una  variedad cultigen de manzano (Malus domestica).
Una variedad rusa que fue ampliamente utilizada como forma inicial en la selección de manzanos. Con su participación, se crearon unas 20 nuevas variedades.

## Sinónimos
- "Папировка",
- "Alabastro",
- "Verter Báltico Blanco",
- "Verter Blanco",
- "Verter Blanco Real",
- "Bulk White",
- "Pipka Alabaster",
- "Pudovschina",
- "White Astrachan",
- "White Transparent".[6]

## Historia
Variedad de selección popular. La patria, aparentemente, son los países bálticos. Simirenko L. P. lo consideraba una variedad rusa antigua.
Una variedad antigua de manzano de verano resistente al invierno ruso. Es ampliamente conocido, incluido en el Registro Estatal de la mayoría de las regiones de Rusia, como la principal variedad de principios de verano, a excepción de las regiones de los Urales, Siberia Oriental y el Lejano Oriente. Como variedad de maduración a principios del verano, 'Papirovka' es de interés principalmente para plantas de jardinería ubicadas cerca de ciudades y centros industriales, así como para parcelas personales y jardines colectivos.
'Papirovka' es un cultivar de manzana que maduran a mediados de verano con un fuerte sabor ácido que han sido populares en Rusia (Unión Soviética y el Imperio ruso).
'Papirovka' se cultiva en la National Fruit Collection con el número de accesión: 1949-112 y Accession name: Papirovka.

## Características
Un árbol de tamaño mediano, a una edad temprana con una copa piramidal ancha, que gradualmente se vuelve redondeada. Las ramas principales con una corteza gris claro. La fructificación se concentra en el guante.
Brotes de grosor medio, color marrón oliva, muy pubescentes. Las lentejas son blancas, raras, alargadas. Los brotes vegetativos son planos, pequeños, aplanados, grisáceos.
Hojas de tamaño mediano, ovoides o elípticas, de color verde grisáceo, casi opacas, con pequeñas protuberancias, muy pubescentes (especialmente desde el lado inferior), no curvadas, bastante dobladas en la parte media del brote, con las puntas levantadas en forma de "cucharas". Pecíolos de hojas de longitud media o larga, en la base pálidas o no completamente teñidas. La corteza de los brotes es ligeramente brillante, castaño claro.
Las flores son grandes, en forma de platillo, los capullos son de color rosa, los pétalos son blancos, ligeramente rosados, oblongos, con bordes elevados, cerrados o superpuestos, el estigma del pistilo está en o ligeramente por encima de las anteras. Tiene un tiempo de floración que comienza a partir del 7 de mayo con el 10% de floración, para el 11 de mayo tiene una floración completa (80%), y para el 15 de mayo tiene un 90% de caída de pétalos.
Frutos de tamaño mediano (más grandes en árboles jóvenes), ligeramente aplanados, redondos cónicos, generalmente con costillas anchas bien marcadas. La forma del fruto es algo heterogénea. Las frutas grandes a menudo se ven triédricas. En muchas frutas, se ve una costura (pliegue longitudinal afilado de la piel). El color de la fruta sin rubor, amarillo verdoso, en la fase de madurez removible está cubierto con una capa blanquecina. La piel es muy fragante, lisa, delgada, brillante, de color amarillo blanquecino, cubierta con una capa cerosa; las lenticelas grises y verdes están esparcidas por todo la epidermis; En las frutas que han alcanzado un estado de plena madurez, la piel se vuelve blanca pálida y, a veces, se vierte más o menos. Pedúnculo con una longitud media o larga. Embudo de amplitud ancho y profundidad media, a veces con un ligero óxido "russeting". El cáliz es pequeño y estrecho. El ojo está cerrado. El corazón de semillas es grande, con forma de bulbo. Las cámaras de semillas son grandes, abiertas o semiabiertas en la cavidad axial. Las semillas son cortas, de forma irregular, angulosas, de color marrón claro. El tubo del cáliz es corto, de forma cónica.
La pulpa es blanca, suelta, tierna, de grano grueso, lo suficientemente jugosa en la madurez óptima, sabor agridulce con un exceso de ácido, con un aroma débil. Cuando está demasiado maduro, la carne se vuelve harinosa.
La madurez del fruto y su cosecha llega muy temprano en la Rusia Central, en los primeros diez días de agosto. Inmediatamente después de la cosecha, la fruta está lista para comer. Se almacenan no más de 2-3 semanas. Debido al hecho de que los frutos de 'Papirovka' no tienen coloración tegumentaria, y la piel es muy delgada, las manchas oscuras por la presión y el shock se manifiestan muy fuertemente en ellos. La transportabilidad es baja.
La rapidez de producción es alta. Los árboles en el stock de semillas comienzan a producir cosechas comerciales durante 4-5 años después de plantar con periodos bienales (contrañada). Variedad de productividad media debido a la brusca periodicidad de la contrañada.
Se caracteriza por una resistencia al invierno relativamente alta. Después del invierno de 1955-1956, los árboles frutales de 'Papirovka' tuvieron una  ligera congelación en las condiciones de la región de Oriol (1,2 puntos). Los botones florales de esta variedad también se caracterizaron por una alta resistencia al invierno. En general, 'Papirovka' no es inferior en resistencia al invierno a 'Antonovka' ordinario y a las heladas de otoño. La resistencia a la costra de frutas y hojas es promedio.
La composición química de la fruta: la cantidad de azúcares  - 9.0%, ácidos titulables - 0.97%, ácido ascórbico  - 21.8 mg / 100g, sustancias P-activas - 209 mg / 100g, sustancias de pectina  - 10.0%. Los jugos hechos de la fruta de Papirovka tienen un alto contenido de catequinas.
Las desventajas de la variedad: frecuencia de fructificación, falta de coloración tegumentaria en la fruta, escasa transportabilidad.

Manzanas 'Papirovka'
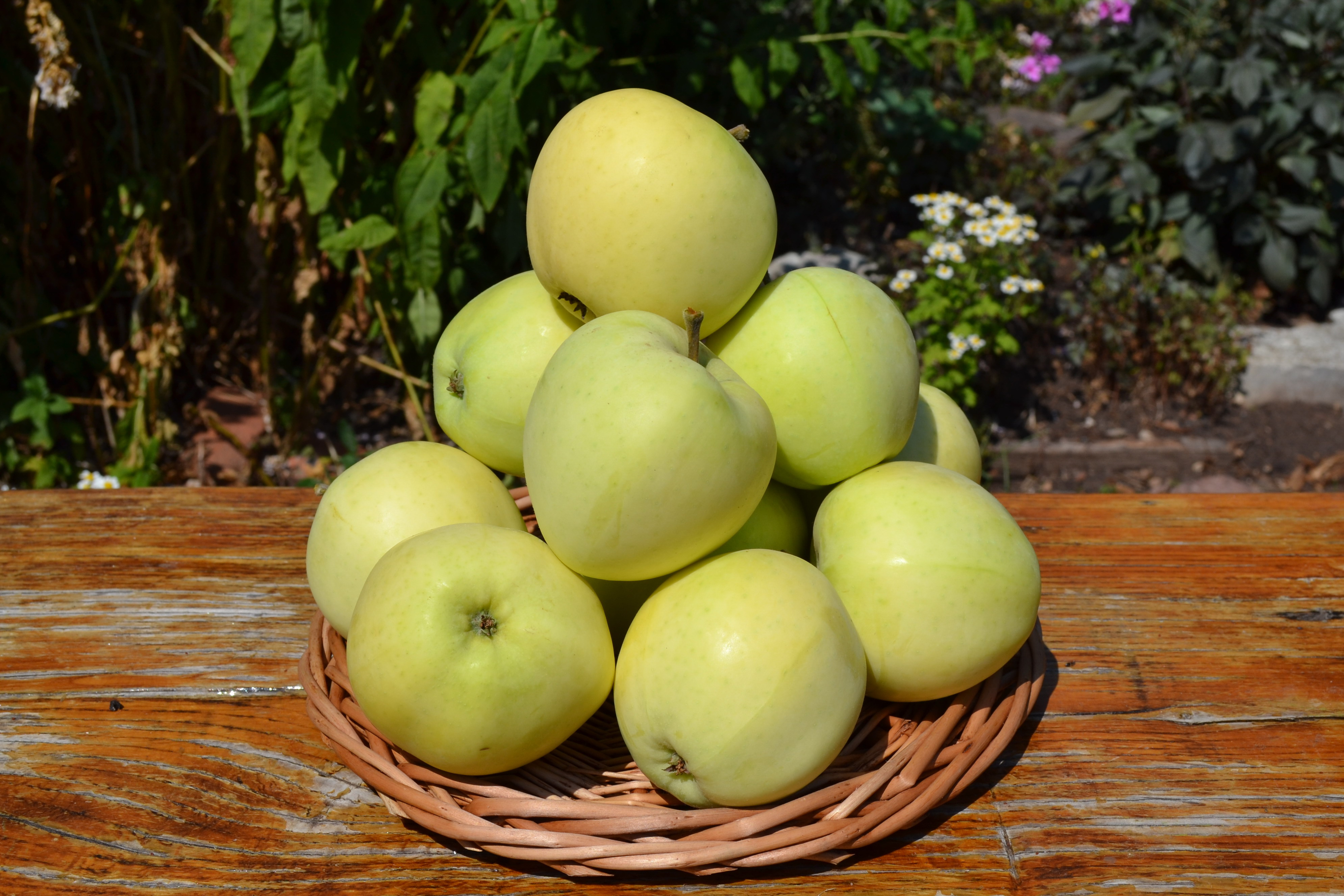
Manzana 'Папировка'_'Papirovka'.
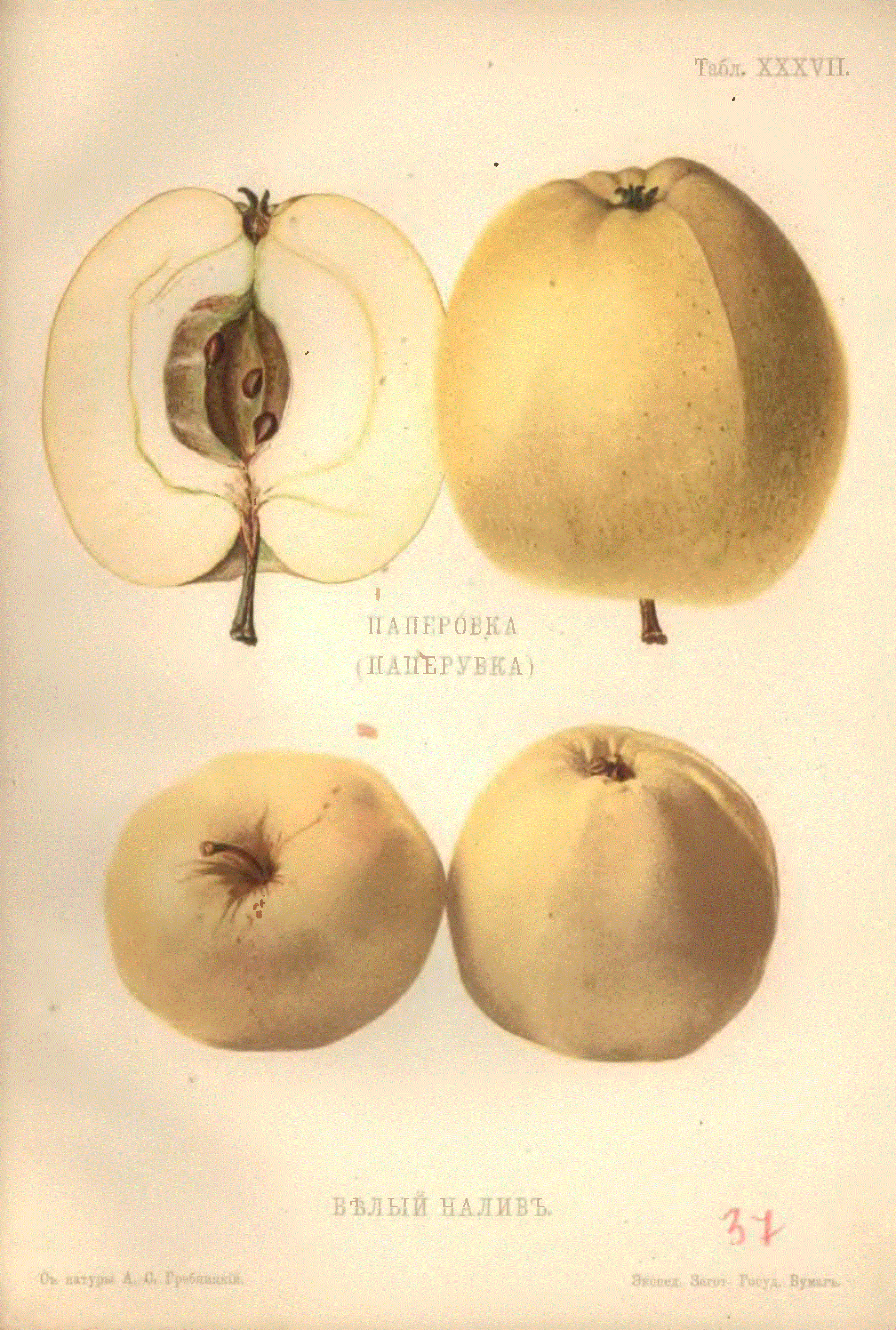
Manzana 'Papirovka'.
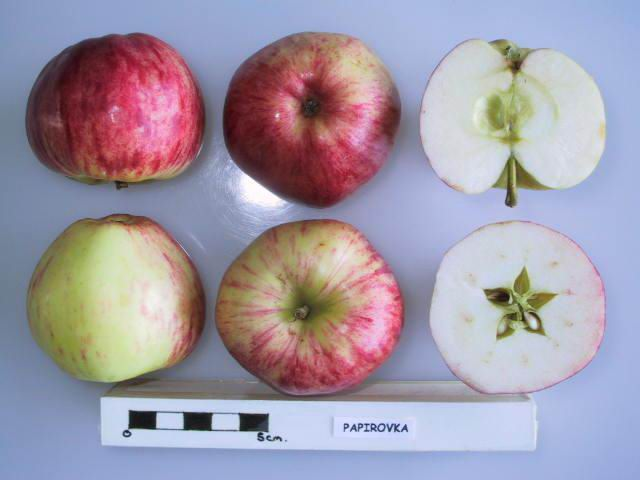
Secciones de 'Papirovka' del especimen cultivado recibido por National Fruit Trials en 1949 de Suiza. Las frutas tienen carne jugosa y cremosa con un sabor ácido.

## Ploidismo
Diploide. Auto estéril, se necesita un polinizador compatible. Grupo C Día 11.